# Simone Del Nero
Simone Del Nero (ur. 4 sierpnia 1981 w Ortonovo) – włoski piłkarz występujący najczęściej na pozycji ofensywnego pomocnika, chociaż może pełnić również rolę napastnika. Obecnie gra w Massese.

## Kariera klubowa
Simone Del Nero zawodową karierę rozpoczął w 1998 roku w Empoli FC. W zespole tym nie potrafił jednak wywalczyć sobie miejsca w podstawowej jedenastce i po dwóch latach przeniósł się do Brescii Calcio. W niej także pełnił rolę rezerwowego i w pierwszym sezonie występów na ligowych boiskach pojawił się tylko trzy razy. W 2001 roku Del Nero został wypożyczony do szkockiego klubu Livingston, w którym 27 października w przegranym 0:2 spotkaniu z Rangers zadebiutował w Scottish Premier League. Jak się później okazało był to jednak jedyny występ Del Nero w barwach Livingston.
W 2002 roku Del Nero powrócił do Lazio, jednak wciąż rzadko kiedy dostawał szanse występów. W sezonie 2003/2004 zaczął grywać już znacznie częściej, bowiem wziął udział w 21 ligowych pojedynkach. Podczas rozgrywek 2005/2006 włoski zawodnik wystąpił w 34 spotkaniach i strzelił cztery gole, jednak w kolejnym sezonie zdobył już tylko jedną bramkę. Łącznie dla Brescii w ligowych rozgrywkach Del Nero rozegrał 82 mecze i uzyskał sześć trafień.
Latem 2007 roku Del Nero podpisał kontrakt z S.S. Lazio. W ekipie „Biancocelestich” zadebiutował 25 sierpnia w zremisowanym 2:2 pojedynku przeciwko Torino FC. Od początku pobytu pełnił tam jednak rolę rezerwowego i rzadko kiedy pojawiał się na boisku. Na początku sezonu 2008/2009 podstawowymi napastnikami Lazio byli Mauro Zárate i Goran Pandew, a rolę ich zmienników pełnili zazwyczaj Tommaso Rocchi i Simone Inzaghi. Głównym kandydatem do gry na pozycji ofensywnego pomocnika był natomiast Matuzalem, a na tej pozycji gra również Mourad Meghni.

## Kariera reprezentacyjna
Del Nero ma za sobą występy w młodzieżowych reprezentacjach Włoch. Był powoływany do drużyn do lat 18 i 21, dla których rozegrał łącznie 13 meczów. W 2004 roku Del Nero sięgnął po mistrzostwo Europy juniorów. W tym samym roku wystąpił również na Letnich Igrzyskach Olimpijskich w Atenach, na których razem z kadrą „Squadra Azzura” zdobył brązowy medal.